# INGING
INGING（インギング）は、山口県周南市に本社を置く日本の企業。卜部グループに属する企業で、レーシングチームの運営を主業務としている。正式商号は株式会社インギング。GR Garage周南INGINGの運営も行っている。

## 発足
1995年にトヨタのカーディーラーであるトヨタカローラ山口（その関係から「卜部グループ」に属する）を母体としたレーシングチーム“TEAM SOMETHING”が結成され、西日本フレッシュマンレースに参戦を開始。その後、全日本ツーリングカー選手権（JTCC）やフォーミュラ・トヨタに参戦し、1997年から本格的な全日本選手権への参戦をふまえチーム名を“INGING”に変更した。

## フォーミュラ
1998年より全日本F3選手権への参戦を開始。2004年には元レーシングドライバーでトムス・アウディスポーツUKなどでチームマネージャーを務めた鮒子田寛が監督として加入するなど徐々に体制を強化した結果、同チームに所属するロニー・クインタレッリが全日本F3選手権のチャンピオンを獲得し、プライベーターながらトムスらワークス・チームを凌駕する大活躍を見せた。
2006年からはフォーミュラ・ニッポンへの参戦も開始し、エンジンはトヨタから供給を受け、ドライバーにはロニー・クインタレッリと横溝直輝を起用。メインスポンサーとしてサントリーを獲得し、チーム名は『Team BOSS・INGING Formula Nippon』となった。また、F3では前年に引き続きジョニー・リード、ロベルト・ストレイトの2人をドライバーに起用。
2006年末には法人化され株式会社インギングとなり、代表取締役並びにチーム代表に三塚雄一が就任し、それまで監督であった鮒子田寛は童夢に移籍した。フォーミュラ・ニッポンの監督にはムーンクラフトの由良拓也を迎え、ムーンクラフトとの共同体制で参戦し、フォーミュラ・ニッポン初開催の岡山大会においてロニー・クインタレッリがフォーミュラ・ニッポン初優勝の活躍を見せた。また、F3では監督に影山正彦そしてアドバイザーに加藤寛規を迎え、ドライバーはロベルト・ストレイトの1台体制で参戦し、旧型となった3S型エンジンでシリーズ最多優勝を誇ったが、有効ポイントにおいてトムスの大嶋和也に及ばずシリーズ2位となる。
2007年末にチームオーナーの卜部治久が新たにセルモのオーナーにもなったことから、2008年のフォーミュラ・ニッポンにはセルモとの合同チームで参戦（同年より全日本F3への参戦は休止）。2台体制のCERUMO/INGINGは監督に竹内浩典、ドライバーはロニー・クインタレッリと立川祐路、1台体制のSTONEMARKET・BLAAK CERUMO/INGINGの監督には三塚雄一、ドライバーはF3からステップアップしたロベルト・ストレイトを起用した。開幕戦（冨士）では立川が2位、ストレイトが3位と表彰台を飾る活躍を見せた。また、上記の通りセルモのオーナー交代により、インギングのファクトリーは2009年に静岡県のセルモファクトリーに統合された。
2009年からはスポンサー減少の影響もあり1台体制で参戦、監督には竹内浩典、ドライバーは立川祐路。この年立川はフォーミュラ・ニッポン出場100レースを成すが、同年をもってフォーミュラドライバーを引退する。
2010年は更に新体制へ移行し、卜部治久が監督に就任、ドライバーにはトヨタ・ヤングドライバーズ・プログラム（TDP）ドライバーの井口卓人、また立川祐路がチームアドバイザーに就任し、若手の育成に参画した。
2011年は立川が監督に就任することが決定、さらに国本雄資を迎える。
2012年は前年の体制に加えて平手晃平がインパルから移籍、2008年以来の複数ドライバー体制で臨む。また、チームのイメージキャラクターとして「山口美羽」という萌えキャラクターを登場させ、トップフォーミュラ史上初の本格的な痛車でのレース参戦をすることになった。
2014年にはダラーラ・SF14導入に合わせ、平手に代えて開発能力に長けた石浦宏明を獲得。引き続き参戦の国本と共にそれぞれ2度（いずれも2位と3位が1度ずつ）表彰台に上がり、チームランキングも3位と躍進する。また、全日本F3選手権にもCERUMO INGING Jr.としてナニン・インドラ・パユーングを擁して参戦（ドライバーズランキング8位）し、「山口美羽」がF3の車体にも登場することとなった。
2015年は、第2戦岡山で石浦がチームとして2007年のクインタレッリ以来8年ぶりの優勝を成し遂げる。更に第4戦もてぎで2勝目を挙げるなどの活躍を見せ、チーム史上初のシリーズチャンピオンを獲得する。チームメイトの国本はランキング9位と不調に陥るも、チームランキングは前年を1つ上回る2位となった。
2016年は前年までの体制に加え浜島裕英を総監督に迎える。勝利こそハーフポイントとなった石浦の第2戦岡山、国本の第4戦岡山レース2および最終戦鈴鹿レース1にとどまるも、両者ポイントを逃した第6戦菅生を除けば安定してポイントを獲得し、国本が自身初、チームとしては2年連続となるシリーズチャンピオンを獲得。更に石浦もランキング5位（4位ストフェル・バンドーンと同ポイント）となりチームランキングは前年から更に1つ上がって、念願のチームタイトルも獲得（セルモとしてもINGINGとしても初）、ドライバーとチームの2冠に輝いた。
2017年も同体制で参戦。国本は表彰台一度1のみ、石浦も一勝と合わせて2度の表彰台のみという競争の激しいシーズンであったが、苦しみながらも全戦でポイントを獲得した石浦が0.5ポイント差で再びドライバーズタイトルを手にし、チームタイトルも合わせて2冠を連覇。最強チームとして君臨した。
2018年も体制はそのまま。石浦がもてぎで優勝を飾り年間ランキング3位につけるも、国本は表彰台一回と振るわずドライバーズ・チームタイトルともに逃した。

## SUPER GT
前身である全日本GT選手権に1998年、ピエール＝アンリ・ラファネルと高木真一を起用してGT500クラスにスープラで「ESSO Tiger Supra」として参戦。翌1999年にはスポンサーやマシンをTeam LeMansに譲渡し参戦を休止した。
2014年から2019年にかけては、大阪トヨペットグループ（以下OTG）がGT300クラスに参戦するにあたって同社とのジョイントでLM corsaを結成し、指揮体制はOTG側が務める形をとっていた。
2017年はLM ccorsa以外ではArnage Racingとも「INGING & Arnage Racing」の形でジョイントしフェラーリ・488GTBのグループGT3仕様で参戦した。
2020年は他のチームとジョイントせず単独でトヨタ・86のマザーシャシー仕様で参戦、カーナンバーは1998年に参戦した時と同じく「6」とした。
2021年は本田技研工業系ディーラーチームであるCars Tokai 28とジョイントし「muta Racing INGING」として参戦しており、カーナンバーはCars Tokai 28側の「2」を、マシンはロータス・エヴォーラを引き継ぐ形をとっている。
2022年からはaprが開発したトヨタ・GR86のGTA-GT300規定車両にマシンが変更された。

## 同チームに在籍した主なドライバー
- 松永雅博
- 田中実
- ピエール＝アンリ・ラファネル
- セバスチャン・フィリップ
- ブノワ・トレルイエ
- 高木真一
- ジェレミー・デュフォア
- ロニー・クインタレッリ
- 横溝直輝
- ロベルト・ストレイト
- ジョニー・リード
- 安岡秀徒
- 加藤寛規
- 立川祐路
- 井口卓人
- 国本雄資
- 平手晃平
- 石浦宏明
- 中山雄一
- 坪井翔
- 阪口良平
- 小高一斗
- 堤優威
- 阪口晴南

## マスコットキャラクター
- 名前：山口美羽（やまぐちみう）
- 誕生日：11月18日（さそり座）
- 血液型：B型
- 出身地：山口県美祢市
- 職業：メカニック見習い兼広報アシスタント
- 初登場：2012年〜

デザインはイラストレーターのP2W氏が担当。

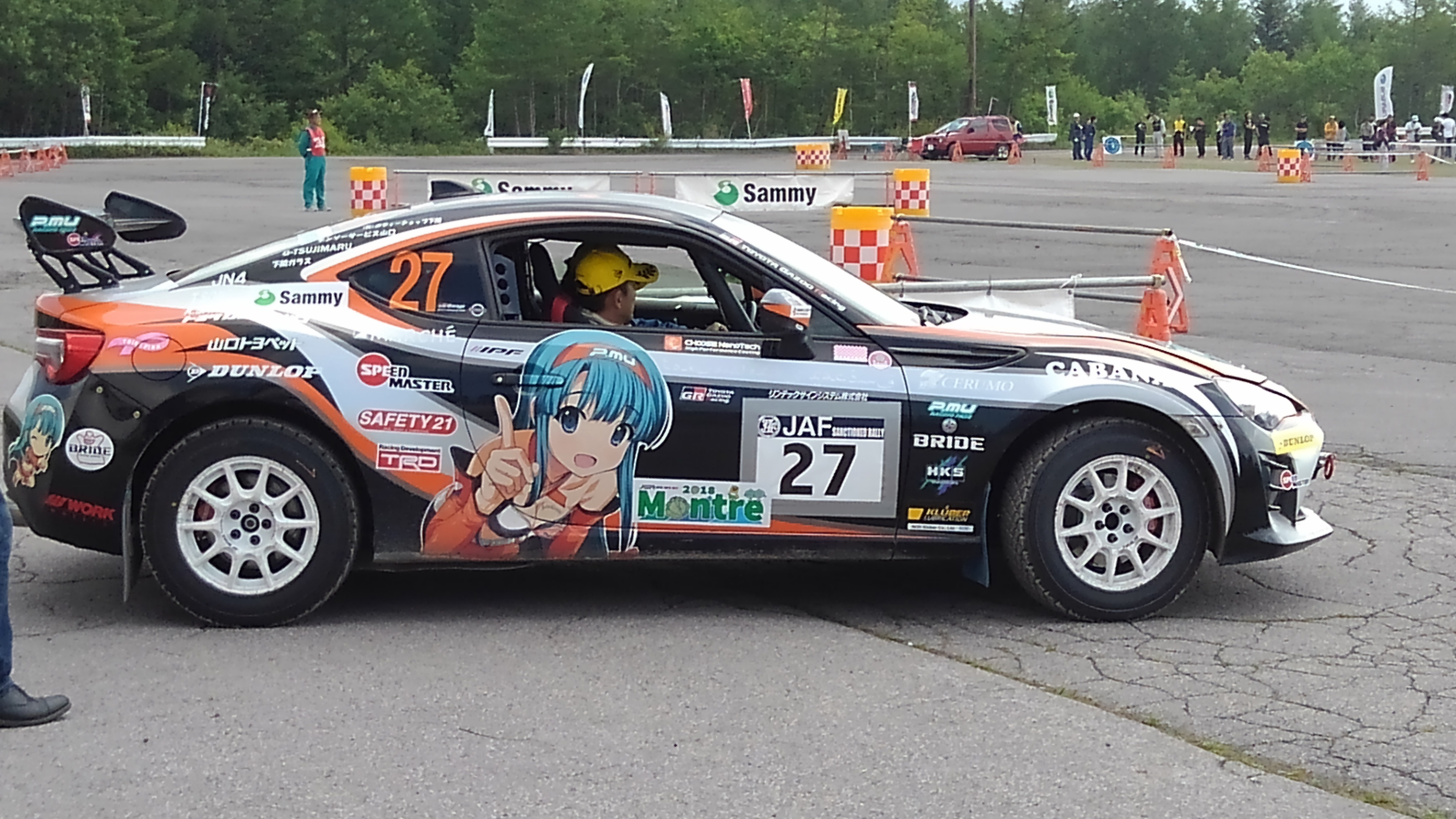
山口美羽の描かれたトヨタ・86

スーパーフォーミュラやインタープロトシリーズ、全日本F3選手権などのマシンに描かれており、2015年に痛車として史上初めて日本のトップフォーミュラを制覇した。更に2016年、17年とドライバー&チームの双方を制覇しており、「地上最速の萌えキャラ」の異名を持つ。
また全日本ラリー選手権のJN4およびJN3クラスで3度チャンピオンを獲得した、山口カローラ社員の曽根崇仁（トクオワークスレーシング）が駆るトヨタ・86にも描かれている。
レースゲーム『グランツーリスモSPORT』では、スーパーフォーミュラのマシンであるSF19が収録された為、車体装飾用カーリバリー素材(提供された素材を有志がカーリバリー用ステッカーに加工したもの)が公式に公開されている。

## レース戦績

### 全日本ツーリングカー選手権
| 年     | チーム名       | No. | ドライバー | 使用車両         | タイヤ | 1      | 2      | 3       | 4       | 5       | 6       | 7        | 8        | 9      | 10      | 11      | 12       | 13       | 14       | 15       | 16       | 順位 | ポイント |
| ------ | -------------- | --- | ---------- | ---------------- | ------ | ------ | ------ | ------- | ------- | ------- | ------- | -------- | -------- | ------ | ------- | ------- | -------- | -------- | -------- | -------- | -------- | ---- | -------- |
| 1996年 | TEAM SOMETHING | 72  | 松永雅博   | トヨタ・カローラ | B      | FSW1   | FSW2   | SUG1    | SUG2    | SUZ1    | SUZ2    | MIN1 Ret | MIN2 Ret | SEN1   | SEN2    | TOK1    | TOK2     | FSW1 Ret | FSW2 DNS |          |          | NC   | 0        |
| 1997年 | INGING         | 72  | 松永雅博   | トヨタ・カローラ | B      | FSW1 C | FSW2 C | TAI1 14 | TAI2 12 | SUG1 12 | SUG2 11 | SUZ1 14  | SUZ2 12  | MIN1 9 | MIN2 15 | SEN1 10 | SEN2 Ret |          |          | FSW1 Ret | FSW2 Ret | 18位 | 3        |
| 1997年 | INGING         | 72  | 田中実     | トヨタ・カローラ | B      |        |        |         |         |         |         |          |          |        |         |         |          | TOK1 10  | TOK2 13  |          |          | 21位 | 1        |

### 全日本GT選手権/SUPER GT
| 年     | チーム名                  | Car No. | 使用車両                | ドライバー                                                                       | クラス | 1       | 2      | 3       | 4      | 5       | 6       | 7       | 8      | 順位  | ポイント |
| ------ | ------------------------- | ------- | ----------------------- | -------------------------------------------------------------------------------- | ------ | ------- | ------ | ------- | ------ | ------- | ------- | ------- | ------ | ----- | -------- |
| 1998年 | INGING                    | 6       | トヨタ・スープラ        | 高木真一 ピエール＝アンリ・ラファネル（Rd.1,3-7） アンデルス・オロフソン（Rd.2） | GT500  | SUZ Ret | FSW C  | SEN Ret | FSW 13 | TRM Ret | MIN 6   | SUG DNQ |        | 14位  | 6        |
| 2017年 | INGING & Arnage Racing    | 50      | フェラーリ・488 GT3     | 都筑晶裕 新田守男                                                                | GT300  | OKA Ret | FSW    | AUT 27  | SUG 2  | FSW 14  | SUZ 16  | CHA 17  | TRM 21 | 16位  | 29       |
| 2020年 | ADVICS muta Racing INGING | 6       | トヨタ・86 MC           | 阪口良平 小高一斗（Rd.1-6,8） 堤優威（Rd.7）                                     | GT300  | FSW 14  | FSW 9  | FSW 13  | TRM 16 | FSW 7   | SUZ 2   | TRM 22  | FSW 3  | 8位   | 55       |
| 2021年 | muta Racing INGING        | 2       | ロータス・エヴォーラ MC | 加藤寛規 阪口良平 小高一斗（Rd.2）                                               | GT300  | OKA Ret | FSW 10 | SUZ 9   | TRM 1  | SUG 16  | AUT 18  | TRM 24  | FSW 12 | 13位  | 42       |
| 2022年 | muta Racing INGING        | 2       | トヨタ・GR86 GT         | 加藤寛規 堤優威                                                                  | GT300  | OKA 20  | FSW 8  | SUZ 14  | FSW 18 | SUZ 8   | SUG 1   | AUT 27  | MOT 12 | 12位  | 43       |
| 2023年 | muta Racing INGING        | 2       | トヨタ・GR86 GT         | 堤優威 平良響 加藤寛規（Rd.2-5,7）                                               | GT300  | OKA 18  | FSW 2  | SUZ 2   | FSW 11 | SUZ 7   | SUG Ret | AUT 2   | MOT 9  | 2位   | 71       |
| 2024年 | muta Racing INGING        | 2       | トヨタ・GR86 GT         | 堤優威 平良響                                                                    | GT300  | OKA 1   | FSW 6  | SUZ 2   | FSW 8  | SUZ 2   | SUG 8   | AUT 2   | MOT 13 | 3位   | 100      |
| 2025年 | HYPER WATER Racing INGING | 2       | トヨタ・GR86 GT         | 堤優威 平良響 卜部和久                                                           | GT300  | OKA 10  | FSW    | SEP     | FSW    | SUZ     | SUG     | AUT     | MOT    | 10位* | 9*       |

- 太字はポールポジション、斜字はファステストラップ。(key)